# Упагда (река)
Упагда — река в Хабаровском крае России, правый приток реки Нимелен (бассейн нижнего Амура).

## География
Протекает преимущественно по равнинной территории (Нимелено-Чукчагирская низменность). Берёт своё начало на восточных склонах Кольтоурского хребта. Течёт в северо-восточном направлении до устья реки Ленкода, дальше поворачивает на юг к озёрам Большое и Камышово, в районе которых изменяет своё направление течения на юго-восточное до устья Чёрной Речки, в районе которой снова меняет своё направление на южное до впадения в реку Нимелен в 42 км от устья.
Длина — 92 км, площадь бассейна — 1260 км², скорость течения — 0,6 м/с, абсолютные отметки уреза воды — 64—65 м. Пойма местами заболоченная. Русло очень извилистое. Выше устья притока Маокан ширина русла составляет 25 м, глубина 1,2 м; ниже водомерного поста Упагда ширина составляет 50 м, глубина 1,1 м; грунт русла вязкий.

## Притоки
Правые притоки (от устья): 46 км — Ульмелюкан, 53 км — Маокан.
Левые притоки (от устья): 29 км — Чёрная Речка, 68 км — река без названия, 77 км — Ленкода. Также с левой стороны Упагды впадает озеро без названия, которое расположено на расстоянии 8,5 км к северо-западу от села Упагда.